# Pyrgocyphosoma centrale
Pyrgocyphosoma centrale är en mångfotingart som först beskrevs av Filippo Silvestri 1898.  Pyrgocyphosoma centrale ingår i släktet Pyrgocyphosoma och familjen knöldubbelfotingar. Inga underarter finns listade i Catalogue of Life.